# Westerwiehe
Westerwiehe liegt im Nordosten Nordrhein-Westfalens und ist einer von sieben Ortsteilen der Stadt Rietberg. Mit seinen rund 2500 Einwohnern (Stand 1. Januar 2022) ist es der drittkleinste der sieben Ortsteile von Rietberg. Es war ein Teil der im Jahre 1237 gegründeten Grafschaft Rietberg. Westerwiehe liegt am Rande der Naturschutzgebiete Rietberger Emsniederung und Steinhorster Becken, nördlich der Ems.

## Geschichte
Die Bauerschaft Westerwiehe gehörte bis zu den Napoleonischen Kriegen zur 1237 gegründeten Grafschaft Rietberg. Von 1807 bis 1813 bildete Westerwiehe eine Gemeinde im Kanton Rietberg des Departements der Fulda im Königreich Westphalen. Nach der Franzosenzeit wurde Westerwiehe preußisch und kam 1816 zum neuen Kreis Wiedenbrück in der Provinz Westfalen. Dort bildete Westerwiehe bis 1969 eine Gemeinde im Amt Rietberg. Durch das Gesetz zur Neugliederung des Kreises Wiedenbrück und von Teilen des Kreises Bielefeld wurde Westerwiehe am 1. Januar 1970 in die Stadt Rietberg eingegliedert, die seit 1973 zum Kreis Gütersloh gehört.